# Олійник Ярослав Вадимович
Яросла́в Вади́мович Олі́йник (нар. 14 березня 1991, Донецьк) — український футболіст, захисник.

## Біографія

### Клубна кар'єра
Вихованець «Шахтаря» (Донецьк), на професіональному рівні дебютував у сезоні 2007/2008 за «Шахтар-3» у другій лізі. У молодіжному складі «Шахтаря» дебютував 18 квітня 2008 року. За головну команду не зіграв жодного офіційного матчу.
2011 року перейшов на правах оренди в луганську «Зорю». Клуб двічі пролонговував оренду гравця. У підсумку, Олійник за 3 сезони зіграв в 20 матчах. Повернувшись в «Шахтар» в нього закінчився контракт.
У липні 2014 підписав контракт на правах вільного агента з клубом-новачком Прем'єр-ліги «Олімпік» (Донецьк).
У лютому 2015 року підписав контракт із одеським «Чорноморцем». По закінченні сезону 2014/15 Олійник припинив свої виступи за одеський клуб. 2 липня 2015 року в статусі вільного агента перейшов в першоліговий маріупольський «Іллічівець».
У липні 2016 року знову став гравцем донецького «Олімпіка», підписавши однорічний контракт, проте і цього разу основним гравцем не став і по завершенні угоди покинув клуб.
У липні 2017 року підписав контракт з російською «Томмю». Дебютував у складі томського клубу 22 липня 2017 року в матчі проти «Олімпійця». Тим не менш, зігравши лише 5 матчів в чемпіонаті, вже 26 серпня з сімейних причин покинув російський клуб і повернувся в Україну.

### Виступи за збірні
Виступав за юнацькі збірні України різного віку.